# Epimetheus (maan)
Epimetheus is een maan van Saturnus, ontdekt door Richard Walker in 1966. De maan is genoemd naar Epimetheus uit de Griekse mythologie. Hier is Epimetheus de zoon van Iapetus en broer van Prometheus en Atlas.

## Twee manen in één baan
Epimetheus bevindt zich in dezelfde baan als de maan Janus. Daarom namen astronomen aan dat er ooit één maan was, die in tweeën is gesplitst, maar beide hebben verschillende karakteristieken.
De buitenste van het tweetal is gemiddeld maar 50 km verder van Saturnus verwijderd dan de binnenste. Dat is minder dan de afmetingen van de twee maantjes: 180 km voor Janus en 120 km voor Epimetheus. De binnenste maan (van 2002 tot 2005 is dat Epimetheus) beweegt iets sneller dan de buitenste en haalt die ander langzaam (met 450 meter per minuut) in.
Je zou verwachten dat de twee dan uiteindelijk tegen elkaar kunnen botsen, maar dat gebeurt niet. Want wanneer de twee maantjes elkaar bijna dreigen te raken, beginnen ze elkaars aantrekkingskracht te voelen.
De binnenste maan in de laagste baan (die bezig is de ander in te halen) wordt door de buitenste/hogere maan enkele tientallen kilometers naar boven/buiten getrokken. Volgens de wetten van Kepler geldt: hoe hoger/wijder de baan, des te kleiner de omloopsnelheid; dus zal hij in die nieuwe, hogere baan een lagere omloopsnelheid krijgen, waardoor zijn achterstand weer gaat toenemen.
Tegelijkertijd gebeurt het omgekeerde met de andere maan: de buitenste maan in de hoogste baan (die bezig was zich te laten inhalen) wordt door de binnenste/lagere maan enkele tientallen kilometers naar beneden/binnen getrokken, waardoor zijn omloopsnelheid toeneemt en zijn voorsprong op de andere maan weer gaat groeien.
Beide manen halen elkaar nooit bij en komen dus nooit tegen of naast elkaar: op het moment dat ze van baan wisselen komen beide manen niet dichter dan 5,6° (vanaf Saturnus gezien) of 14.900 km van elkaar.

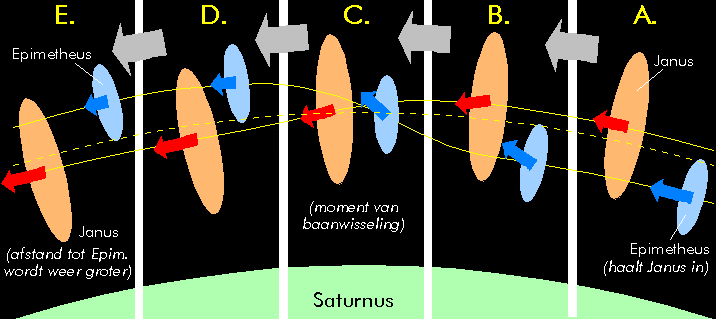
Schematische afbeelding van de baanwisseling van Janus en Epimetheus. Van rechts (A.) naar links (E.) beweegt Janus (lichtoranje) hier naar binnen, en Epimetheus (lichtblauw) naar buiten. De gele stippellijn geeft hun gemiddelde baan aan. De afstand tot Saturnus is veel te klein voorgesteld, en de vorm van de maantjes is overdreven.

Het netto effect is dat de twee manen, wat betreft hun afstand tot Saturnus, van plaats zijn gewisseld: de buitenste maan is naar binnen gegaan, en de binnenste naar buiten. De maan die nu de binnenste is geworden, beweegt het snelst en vergroot iedere dag zijn voorsprong op de buitenste maan met ongeveer 0,25 booggraden. Na vier jaar is die voorsprong opgelopen tot bijna 360°, wat wil zeggen dat de twee maantjes elkaar opnieuw ontmoeten. Ze zullen dan opnieuw stuivertje wisselen, enzovoorts. Iedere vier jaar vindt dus een ontmoeting plaats.
Doordat Janus een viermaal zo grote massa heeft als Epimetheus, is de vierjaarlijkse beweging van beide "op" en "neer" asymmetrisch: Epimetheus moet vier keer zo ver als Janus naar binnen of naar buiten bewegen om de totale energie van het systeem gelijk te laten blijven. Janus beweegt daardoor bij een ontmoeting 20 km naar binnen of naar buiten, Epimetheus 80 km.
Janus en Epimetheus zijn de enige bekende objecten in het zonnestelsel die op deze manier één baan delen. Een gevolg is dat de halve grote baanas van beide (de gemiddelde afstand tot het middelpunt van Saturnus) periodiek wisselt:
| periode (jaren) | halve grote baanas Janus | halve grote baanas Epimetheus |
| --------------- | ------------------------ | ----------------------------- |
| 1994-1997       | 151.460 km (buitenste)   | 151.410 km                    |
| 1998-2001       | 151.440 km               | 151.490 km (buitenste)        |
| 2002-2005       | 151.460 km (buitenste)   | 151.410 km                    |
| 2006-2009       | 151.440 km               | 151.490 km (buitenste)        |

Het is dus niet juist dat Janus per se altijd de buitenste maan van het tweetal is, zoals veel tabellen suggereren! Die tabellen geven namelijk een momentopname (epoche).